# Vioolconcert (MacRae)
Alhoewel in 2001 gecomponeerd is het vioolconcert van de Britse componist Stuart MacRae opvallend lyrisch van aard. Vergelijkend met andere werken van deze componist is er sprake van melodieuze soli en orkestmuziek.
Het vioolconcert werd geschreven in opdracht van en beleefde zijn première in de Proms van 2001, uitgevoerd door BBC Scottish Symphony Orchestra onder leiding van Martyn Brabbins. In 2002 is het uitgevoerd tijdens het Edinburgh Festival door het Orchestre de Lyon onder leiding van David Robertson. Solist was respectievelijk Tasmin Little en Christian Tetzlaff.

## Delen
Het werk bestaat uit 4 delen
1. : Giusto;
2. : Largo e mesto; (opgedragen aan de toen overleden Griekse componist Iannis Xenakis;
3. : Animoso;
4. : Malinconico.